# Biomed-Lublin Wytwórnia Surowic i Szczepionek
Synthaverse SA (dawn. Biomed-Lublin Wytwórnia Surowic i Szczepionek SA) – polskie przedsiębiorstwo farmaceutyczne produkujące preparaty lecznicze, wyroby medyczne i odczynniki laboratoryjne, działające od 1944 roku.

## Historia
Historia firmy sięga roku 1944, kiedy przy Państwowym Zakładzie Higieny w Lublinie uruchomiono Laboratorium Produkcji Szczepionki przeciwko Durowi Plamistemu (późniejszy Zakład Produkcji Szczepionki przeciwko Durowi Osutkowemu im. Rudolfa Weigla), a wkrótce potem Zakład Produkcji Surowic i Szczepionek. Na początku działalności wytwarzane były szczepionki przeciw wściekliźnie, czerwonce, durowi brzusznemu oraz szczepionka nieswoista bodźcowa według Delbeta, a także surowica przeciwbłonicza i przeciwtężcowa. W 1951 roku oba zakłady połączyły się, tworząc Lubelską Wytwórnię Surowic i Szczepionek. W latach 1951–1960 firma znacząco rozwinęła się, zwiększyła zatrudnienie, rozbudowywała działy produkcyjne i rozszerzyła swój asortyment.
W 1959 roku firma rozpoczęła produkcję szczepionki Polio przeciwko chorobie Heinego-Media oraz rozpoczęła produkcję preparatu bakteryjnego pod nazwą Lakcid. W 1960 roku została przemianowana na Wytwórnię Surowic i Szczepionek w Lublinie. Lata 60. XX wieku, to okres prowadzenia prac naukowo-badawczych dotyczących m.in. uzyskania poliwalentnej szczepionki przeciw wirusom grypy „Picorna”.
W 1976 roku nastąpiła reorganizacja wytwórni: powstały cztery wydziały produkcyjne: Wydział Szczepionek, Chemii i Produkcji Pomocniczej, Wydział Wirusologii, Wydział Surowic i Zwierząt Laboratoryjnych, Wydział Frakcji Białkowych i Organopreparatów. W efekcie tych działań firma rozpoczęła wprowadzanie nowych technologii, modernizację urządzeń, rozszerzanie asortymentu. Pod koniec lat 90. wytwórnia Biomed została sprywatyzowana, czego efektem, 30 grudnia 1999 roku, zawiązana została spółka pod nazwą „Biomed” Wytwórnia Surowic i Szczepionek Sp. z o.o. w Lublinie. W związku z wejściem na giełdę została przekształcona w spółkę akcyjną w grudniu 2010 r. Spółka była notowana od lipca 2011 roku na rynku NewConnect. 30 stycznia 2015 roku Biomed-Lublin zadebiutował na rynku głównym Giełdy Papierów Wartościowych w Warszawie. Biomed jest jedną z 11 lubelskich firm notowanych na głównym rynku GPW.
Obecnie spółka zajmuje się produkcją preparatów leczniczych, wyrobów medycznych oraz odczynników laboratoryjnych (stosowanych w laboratoriach biochemicznych i medycznych).
W sierpniu 2020 Biomed-Lublin rozpoczęła wytwarzanie z osocza ozdrowieńców preparatu immunoglobulina anty SARS-CoV-2 na potrzeby badań klinicznych. 23 września został zakończony pierwszy etap produkcji tego preparatu.
W 2023 r. nastąpiła zmiana nazwy spółki na Synthaverse.

## Produkty
Synthaverse wytwarza oryginalne leki biologiczne to np.:
- szczepionka BCG
- Biotrombina
- Onko BCG
- Gastrotrombina
- Distreptaza
- Histaglobulina
- Gamma anty-D
- Gamma anty HBs
- Lakcid[8].